# Ratufa affinis
Ratufa affinis is een zoogdier uit de familie van de eekhoorns (Sciuridae). De wetenschappelijke naam van de soort werd voor het eerst geldig gepubliceerd door Raffles in 1821.